# Peinture arménienne
La peinture arménienne couvre l'art de la peinture à travers son évolution en Arménie (y compris en Petite-Arménie) tout au long de son histoire, de l'Antiquité, aux témoignages peu nombreux, jusqu'à l'Époque contemporaine. L'art de la miniature n'est pas traité ici.

## Peinture médiévale
- Toros Roslin (1210-1270)
- Momik (1250?-1333)

## Époque contemporaine
L'art arménien des temps dits modernes est le fruit d'un riche héritage séculaire de ce peuple. Par rapport à l'art ancien et médiéval, surtout celui de la miniature arménienne, l'art moderne des peintres arméniens est relativement peu connu encore en Occident. Il réalise une fusion de l'art des miniatures à l'art européen, comme l'illustrent notamment les peintres de la dynastie Hovnatanian (de la fin du XVIIe au XIXe siècle).
Tous les mouvements artistiques qui apparurent dans l'art mondial touchèrent également l'Arménie, et Ivan Aïvazovski fut sensible au romantisme par exemple. Après 1828, à la suite de la guerre russo-perse, l'Arménie orientale passa sous l'égide de la Russie chrétienne et la situation s'améliora. Il fut dès lors possible pour les jeunes artistes de pouvoir aller étudier en Russie et en Europe. Peintres et écrivains, vivant pour la plupart hors de l'Arménie, rêvèrent du pays paradisiaque.    

### XIXesiècle
- Hagop Hovnatanian (ru) (1806-1881)
- Ivan Aïvazovski (1817-1900)
- Zakarie Zakarian (1849-1923)
- Gevork Bashindzhagian (1857-1925)
- Zabelle C. Boyajian (1873-1957)
- Vardges Sureniants (1860-1921)
- Eguiche Tadevossian (1870-1936)
- Edgar Chahine (1874-1947)
- Vano Khodjabekian (1875-1922)
- Hovsep Pouchman (en) (1877-1966)
- Martiros Sarian (1880-1972)
- Hagop Kodjoyan (en) (1883-1559)
- Gueorgi Iakoulov (1884-1928)
- Sedrak Arakelian (1884-1942)
- Ervand Kotchar (1899-1979)
- Alexandre Bajbeouk-Melikian (1891-1966)
- Aroutiun Chamchinian (1856-1914)
- Sarkis Diranian (1854-1938)
- Arshak Fetvadjian (1866-1947)

### XXesiècle
- Arshak Fetvadjian (1866-1947)
- Girardo Orakian (1901-1963)
- Arménag Missirian (1901-1977)
- Puzant Topalian (1902-1970)
- Léon Tutundjian (1904-1967)
- Arshile Gorky (1904-1948)
- Elvire Jan (1904-1996)
- Bedros Kontradjian (Bedo) (1905-1956)
- Carzou (1907-2000)
- Krikor Bédikian (1908?-1981)
- Zareh Mutafian (père de Claude Mutafian)
- Gabriel Harentz (1908)
- Haroutioun Galents (1908-1967)
- Haroutioune Minassian (1915)
- Jean Jansem (1920-2013)
- Richard Jeranian (1921)
- Hagop Hagopian (1923)
- Ardavatz Berbérian (1923)
- Joseph Kosdanian (Bergeo) (1928-2014)
- Jean Papaz (1927-2004)
- Sergueï Paradjanov (1824-1990)
- Lavinia Bazhbeuk-Melikyan (1922-2005)
- Valentin Podpomogov (1924)
- Assadour Baharian (1926)
- Minas Avétissian (1928-1975)
- Sarkis Achddian (1931)
- Seiran Khatlamadjian (1937-1994)
- Sarkis (1938)
- Jean Kazandjian (1938)
- Gayane Khatchatourian (en) (1942-2009)
- Roudolf Khatchatrian (1946)
- Assadour Bezdguian (1948)
- Samvel Khazarian (Peintre et sculpteur) (1948)
- P. Elibekian
- Armen Gasparian (1966)
- Nairi Grigorian (1968)
- Petros Petrossian (1968-2012)
- Areg Elibekian (1970)
- Assadour
- Archak
- A. Berlian
- B. Barsoumian
- Garen Bedrossian (peintre et sculpteur)
- Apo Baroudjian

- Hovhannès Haroutiounian dit Hovhannès (peintre)